# Detektor rychlosti

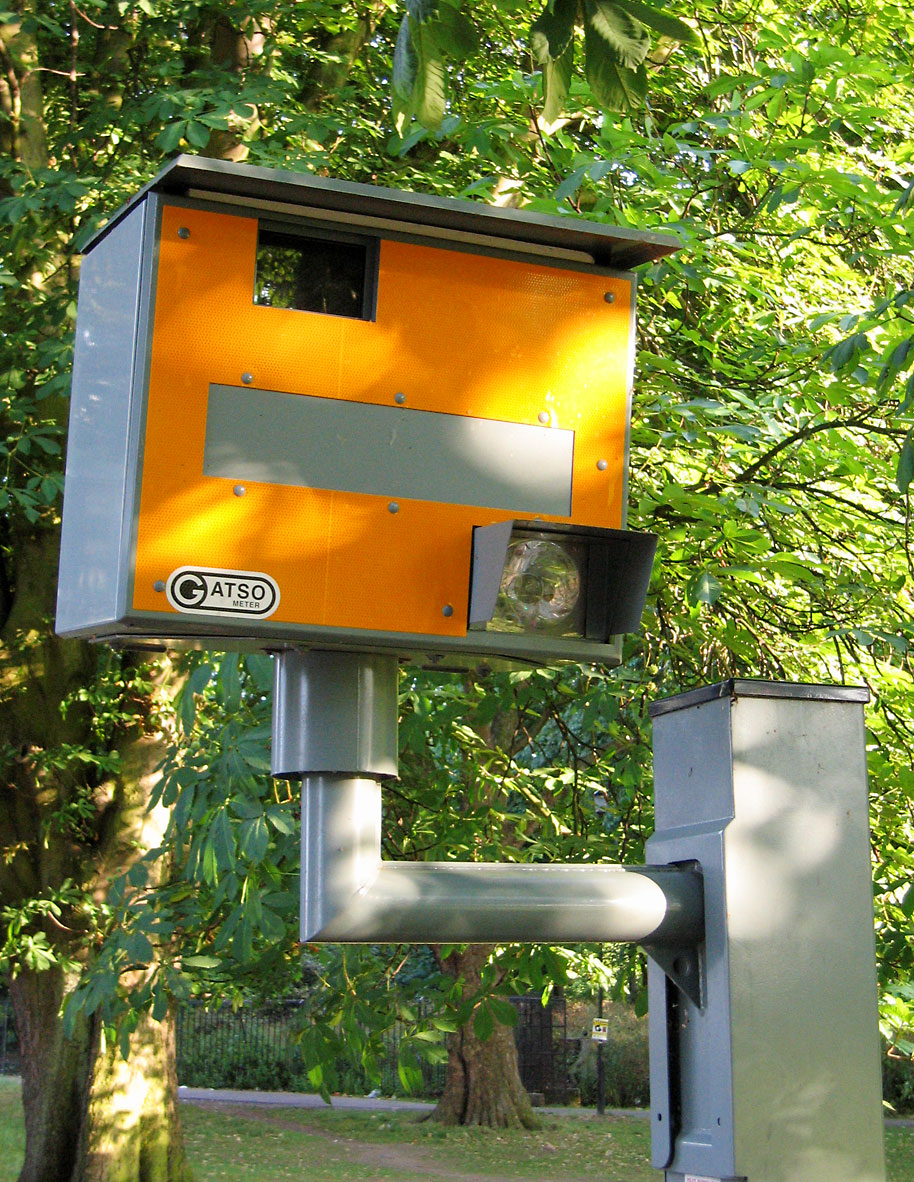
Rychlostní kamera Gatso v Cambridge, Spojené království

Detektor rychlosti (též fotoradar, rychlostní radar, rychlostní kamera, Gatso, či bezpečnostní kamera, dle využití) je kamera namontovaná vedle, nad silnicí, nebo na vozidle, určená k detekci porušení regulace dopravy, včetně překročení maximální povolené rychlosti, projíždění semaforů na červenou, neoprávněné použití pruhu pro autobusy, nebo pro záznam vozidel uvnitř zpoplatněné oblasti. Nejnovější systémy dokáží automaticky rozpoznat poznávací značky, což vyvolává obavy o porušení soukromí. Majitelé vozidel se často dožadují zákona proti identifikaci řidičů vozidel. Případ byl vzat k Evropskému soudu pro lidská práva, který zjistil, že žádná lidská práva porušována nebyla.